# Károly Bajkó
Károly Bajkó (Békés, 1º agosto 1944 – Budapest, 9 giugno 1997) è stato un lottatore ungherese, specializzato sia nella lotta greco-romana che nella lotta libera.

## Palmarès

### Olimpiadi
- 2 medaglie:
  - 2 bronzi (Città del Messico 1968 nella lotta greco-romana, pesi welter; Monaco di Baviera 1972 nella lotta libera, pesi medio-massimi)